# Jacob Berggren
Jacob Berggren, född 11 mars 1790 och död 1868, var en svensk präst och reseskildrare.

## Biografi
Berggren föddes i Krokstads socken som son till hovrättskommissarien Anders Berggren och Johanna von Ahlefelt. Efter att ha tagit en filosofie kandidatexamen i Uppsala 1815 och samma år han ingått som extraordinarie amanuens vid Kungliga biblioteket och extraordinarie kanslist i kanslistyrelsen, lät Berggren prästviga sig 1818 och avgick som legationspredikant till svenska beskickningen i Konstantinopel. I augusti 1820 gav han sig därifrån iväg på en resa till Syrien, Egypten och Palestina. 1822 lämnade han tjänsten i Konstantinopel.
Åren 1825 och 1827 företog han nya resor i det inre av Ryssland, under vilken resa han i Sankt Petersburg började utgivningen Guide Français-Arabe vulgaire, senare omarbetad och utgiven av professor Carl Johan Tornberg 1844. Samtidigt utgavs i Sverige Berggrens Resor i Europa och Österländerna (3 band, 1826-28), vilka senare blivit översatta till flera europeiska språk. Bland hans övriga arbeten märks några arbeten om Josefus och Filon och deras förhållande till evangelierna. 1853 utkom det på tyska författade verket, tryckt i Leipzig, "Flawius Josephus Wegweiser und irrführer der Pilger im alten und neuen Jerusalem"
1828 erhöll han Skällviks regala pastorat i Linköping, där han dog som kyrkoherde. 1844 blev Berggren teologie doktor.